# Pedro Mexía
Pedro Mexía (Siviglia, 1497 circa – Siviglia, 17 gennaio 1551) è stato uno scrittore ed erudito spagnolo.

## Biografia
Nato a Siviglia intorno al 1497, ricoprì parecchie cariche pubbliche nella città natale, fino a diventare cronista di Carlo V, alla morte del suo predecessore Antonio de Guevara (1545). Pedro Mexía è un tipico rappresentante dell'enciclopedismo scientifico del Rinascimento, dove si perpetuava, nonostante i nuovi acquisti, una mentalità tradizionale, ancora scolastica ed espositiva.
Raccolse una serie di articoli di svariata erudizione (storia, mitologia, costumi, ecc.) nella Silva de varia lección (1542), sul modello delle Noctes Atticae di Aulo Gellio, e attingendo a Plinio, Macrobio, Valerio Massimo, ecc. Della sua attività di cronista ci restano la Historia imperial y cesárea (1544), che va da Roma a Massimiliano I d'Asburgo, e la Historia del emperador Carlos V, che arriva all'incoronazione a Bologna. Ma la sua opera migliore è costituita dai Dialogos o Coloquios (Siviglia 1547; 2ª ediz., 1551), di ispirazione lucianesca, ma di contenuto vario (astronomia, medicina, morale, ecc.) con una vivace e personale animazione stilistica.